# Patience Ozokwor
Patience Ozokwor, née le 25 mars 1958, est une actrice nigériane qui a remporté le prix de la meilleure actrice de soutien à la 10e édition des African Movie Academy Awards.
Ozokwor était parmi les 100 Nigérians honorés par le gouvernement pour célébrer la fusion des protectorats du nord et du sud en 1914. Elle est aussi chanteuse de gospel et mannequin.

## Biographie
Née dans le village d'Amoabo à Ngwo dans l'État d'Enugu au Nigeria, Ozokwor s'est mariée à 19 ans. Après le mariage, elle suit une formation d'éducateur au collège de formation des femmes avant d'aller enseigner pendant 4 ans.
Elle quitte l'enseignement pour être animatrice et présentatrice d'une radio locale qui fut fermée quelque temps après. Elle ouvre ensuite une école afin d'aider les jeunes filles sans avenir. Ce projet fut soutenu par le gouvernement. Elle occupe pendant 4 ans, le poste d'adjoint à l'épouse du maire du gouvernement local.
Se retrouvant sans emploi lui et son mari malade, Ozokwor retourne en 1989 à l'école pour étudier les arts graphiques et la communication de masse. Elle passe une période très difficile de sa vie en cherchant à nourrir seule sa famille. En 1995, elle invitée à faire une publicité par un comédien. Impressionné par ses talents sur le cinéma, ce dernier l'invite encore à jouer un rôle principal dans un feuilleton télévisé pour femmes intitulé Someone Cares.

## Carrière
En 1998, elle commence sa carrière d'actrice principale à Nollywood après avoir joué quelques petits rôles,. Elle devient très populaire après la sortie, en 1999, du film Authority. Elle est surtout connue pour son rôle de mère et de mauvaise femme dans les films.